# بيدرو بينتو
بيدرو بينتو (بالبرتغالية: Pedro Pinto؛ بالإنجليزية: Pedro Pinto) هو صحفي أمريكي وبرتغالي، ولد في 28 يناير 1975 في لشبونة في البرتغال.